# Jacques Leneuf de La Poterie
Jacques Leneuf de La Poterie (7 novembre 1604, Caen (Normandie) - 4 novembre 1687, Québec (Canada)) était marchand de fourrures, commerçant, seigneur, et cofondateur de la Communauté des habitants en 1645, dans la colonie du Canada. Il arriva dans la colonie avec sa famille et ses beaux-parents les Legardeurs, en 1636. Son frère aîné était un autre seigneur et administrateur au Canada, et aussi un membre et cofondateur de la Communauté des Habitants, Michel Leneuf du Hérisson. Il est le père du gouverneur de l'Acadie, Michel Leneuf de La Vallière et de Beaubassin.

## Biographie

### Gouverneur de Trois-Rivières
Il fut gouverneur de Trois-Rivières du 7 novembre 1645 au 2 septembre 1648; du 9 septembre 1649 au 21 août 1651; du 8 septembre 1652 au 16 juillet 1653; et de juillet 1658 à 1662 à Trois-Rivières. À cette époque le Canada était une des trois régions de la Nouvelle-France. 

### Gouverneur intérimaire de la Nouvelle-France
Il fut gouverneur intérimaire de la Nouvelle-France du 6 mai 1665 au 12 septembre 1665. Son tenure, comme celui de son prédécesseur et mentor, Augustin de Saffray, a été marqué par conflit avec le Conseil souverain, et fut concurrent avec Alexandre de Prouville, le général militaire de la colonie, pour les autorités provisoires de la fonction durant cette période. Le nomination royale Daniel de Rémy, est arrivé au Québec le 12 september 1665, et a pris ses fonctions.

### Seigneur de Portneuf, La Poterie, Niverville, Isle aux Cochons
Il fut seigneur de la seigneurie de Portneuf (ou de La Poterie), du 16 avril 1647, jusqu'au 4 novembre 1687, où il céda la seigneurie à René Robineau. Il eut aussi la concession de la seigneurie de La Poterie (ou Niverville) à Trois-Rivières le 7 avril 1660, qu'il vendit à Pierre Boucher après le 5 juillet 1668, ainsi que la concession de la seigneurie de l'Isle aux Cochons proche de Trois-Rivières le 29 mars 1649, qui fut octroyée en fief noble le 7 avril 1660.
Il résolu son différends avec le conseil souverain, et la noblesse ancienne de lui et sa famille sont confirmés par le roi Louis XIV en 1667, et par le conseil souverain de la Nouvelle-France en 1675.